# Friedrichsthal, Saarland
Friedrichsthal är en stad i Regionalverband Saarbrücken i förbundslandet Saarland i Tyskland.